# Zákony o zbraních ve světě
Zbraňová legislativa ve světě se liší stát od státu, i přesto má většina států v oblasti střelných zbraní převážně restriktivní zákony. Kyle Wintersteen ve článku Nejlepší země pro majitele zbraní z roku 2017 (na webu gunsandammo.com) uvádí Spojené státy americké, Českou republiku a Švýcarsko jako nejlepší státy pro majitele zbraní. Obecný trend v oblasti regulace zbraní vede ke zpřísňování zákazů. Výjimkou z tohoto trendu jsou spíše republikánské státy v USA, Irák a částečně i Česká republika. Není-li uvedeno jinak článek pojednává o regulaci střelných resp. palných zbraní.
Formální ustanovení o právu obyvatel nebo občanů držet, vlastnit popř. nosit zbraň obsahují ústavy tří států: Guatemaly, Mexika a Spojených států amerických. Přičemž pouze ústava Spojených států nepřiznává možnost omezení tohoto práva běžným zákonem ani neklade omezující podmínky. I přesto je toto ústavou chráněné právo dlouhodobě předmětem sporů a především v oblastech s převahou voličů Demokratické strany je dlouhodobě porušováno. V rámci Spojených států má ve svých ústavách obdobné ustanovení i 44 států unie (minimálně v rozsahu zaručující právo nosit zbraň pro obranu).
Na úrovni zákona formálně obsahují právo obyvatel nebo občanů držet, vlastnit popř. nosit zbraň zákony v České republice, Hondurasu, Jemenu a Švýcarsku.
Britská listina práv Bill of Rights z roku 1689 přiznávala protestantům právo mít pro svou obranu zbraně, které nebyly zakázány zákonem. V důsledku narůstající regulace zbraní od první poloviny 18. století a především pak během 20. století již toto právo neplatí.

## Srovnání dle států

Zákonné úpravy nabývání krátkých zbraní v jednotlivých státech:
Bez nutnosti povolení
Nárokové
Proces správního uvážení
Proces správního uvážení - v praxi běžným občanům nepovolováno
Soukromé vlastnictví není možné.

Vysvětlivky k tabulce:

Zákonné úpravy nabývání dlouhých zbraní v jednotlivých státech:
Bez nutnosti povolení
Brokovnice a lovecké zbraně - bez nutnosti povolení
Nárokové
Proces správního uvážení
Proces správního uvážení - v praxi běžným občanům nepovolováno
Soukromé vlastnictví není možné.
Šrafování = platí různá pravidla pro brokovnice a pušky.

Měřítkem je možnost dosažení pro průměrného občana nebo obyvatele daného území.
Nárokové (shall-issue) – právní nárok na udělení povolení k vlastnění zbraně při splnění podmínek předepsaných zákonem
Správní uvážení (may-issue) – úřad vydávající povolení má právo, i přes žadatelovo splnění formálních požadavků, rozhodnout zda udělí povolení vlastnit zbraň. Neexistuje právní nárok
Nutný důvod – pro získání povolení vlastnit nebo nosit zbraň je nutný specifický důvod, např. reálné ohrožení zdraví pro sebeobranu resp. skryté nošení, sportovní střelba, lov, sběratelství pro vlastnictví automatické zbraně, atd.
Omezené – přestože zákon umožňuje získání povolení vlastnit zbraň, v praxi je to velmi složité až nereálné
Soukromé vlastnictví – občané mohou běžně nabývat do vlastnictví zbraně pro „řádné důvody“ (obvykle lov, sport, sběratelství, ne sebeobrana)
Zbraně pro obranu – sebeobrana je řádný důvod pro vlastnictví zbraně
Viditelné nošení – občané mohou zbraně nosit viditelně (většinou na povolení)
Skryté nošení – občané mohou zbraně nosit skrytě (většinou na povolení)
Nošení bez povolení – občané mohou legálně držené zbraně nosit pro sebeobranu bez nutnosti zvláštního povolení (platí pro skryté nošnení, není-li uvedeno jinak)
Automatické zbraně – automatické zbraně je možné vlastnit (většinou na zvláštní povolení)
Lékařské kontroly – nutnost lékařských prohlídek či potvrzení
Registrace zbraní – zbraně musí být zaregistrovány u odpovědných úřadů (zpravidla policie)
Maximální postih – maximální postih za porušení zákonů o zbraních v dané zemi (bez spáchání zločinu se zbraní)
| Stát                          | Soukromé vlastnictví                  | Zbraně pro obranu                         | Viditelné nošení                                        | Skryté nošení                                           | Automatické zbraně                                         | Neomezené zásobníky                                                                                                 | Lékařské kontroly                                       | Registrace zbraní                                                            | Maximální postih                               |
| ----------------------------- | ------------------------------------- | ----------------------------------------- | ------------------------------------------------------- | ------------------------------------------------------- | ---------------------------------------------------------- | --- | ------------------------------------------------------- | ---------------------------------------------------------------------------- | ---------------------------------------------- |
| Argentina                     | ano (shall-issue)                     | ano (shall-issue)                         | ne                                                      | nutný důvod (may-issue)                                 | ne                                                         | | ano                                                     |                                                                              | 3 až 6 let                                     |
| Austrálie                     | ano (shall-issue, nutný důvod)        | ne                                        | ne                                                      | ne                                                      | ne                                                         | ne | ano                                                     | ano                                                                          | až doživotní vězení                            |
| Bosna a Hercegovina           | možná (may-issue)                     | možná (may-issue)                         | možná (may-issue)                                       | možná (may-issue)                                       |                                                            | | ano                                                     | ano                                                                          |                                                |
| Brazílie                      | ano                                   | ano                                       | may-issue (omezené)                                     | may-issue (omezené)                                     | may-issue                                                  | | ano                                                     | ano                                                                          | až 3 roky                                      |
| Česko (EU) (Zákon o zbraních) | ano (shall-issue)                     | ano (shall-issue)                         | ne (viz pozn.)                                          | ano (shall-issue)                                       | may-issue (omezené)                                        | ne (10 ran pro dlouhé zbraně, 20 ran pro krátké zbraně) neomezené pro držitele nárokové výjimky a zbrojního průkazu | ano                                                     | ano                                                                          | až 2 roky                                      |
| Čína                          | may-issue (omezené)                   | ne                                        | ne                                                      | ne                                                      | ne                                                         | | ano                                                     | ano                                                                          | až 2 roky                                      |
| Egypt                         | ano (may-issue)                       | ano (may-issue)                           |                                                         |                                                         |                                                            | | ano, kromě vojáků a policistů                           | ne                                                                           | až doživotní vězení                            |
| Estonsko (EU)                 | ano (shall-issue)                     | ano (shall-issue)                         | ne                                                      | ano (shall-issue)                                       | may-issue (omezené) shall-issue (členové Eesti Kaitseliit) | ne (10 ran pro dlouhé zbraně, 20 ran pro krátké zbraně)                                                             | ano                                                     | ano                                                                          | až 3 roky                                      |
| Etiopie                       | ano (may-issue)                       | ano (may-issue)                           | ne                                                      | ano (may-issue)                                         | ano (may-issue)                                            | | ano                                                     | ano                                                                          |                                                |
| Finsko (EU)                   | ano (shall-issue)                     | ne                                        | ne                                                      | ne                                                      | may-issue (omezené)                                        | ne (10 ran pro dlouhé zbraně, 20 ran pro krátké zbraně)                                                             | ano                                                     | ano                                                                          | až 2 roky                                      |
| Francie (EU)                  | ano (shall-issue)                     | may-issue (omezené)                       | ne                                                      | may-issue (omezené)                                     | ne                                                         | ne (10 ran pro dlouhé zbraně, 20 ran pro krátké zbraně)                                                             | ano                                                     | ano                                                                          | 7 let                                          |
| Honduras                      | ano (shall-issue)                     | ano (shall-issue)                         | ne                                                      | ne                                                      | ne                                                         | | ano                                                     | ano                                                                          | 10 let                                         |
| Chorvatsko (EU)               | ano (shall-issue)                     | ano (may-issue)                           | ne                                                      | ano (may-issue)                                         | ne                                                         | ne (10 ran pro dlouhé zbraně, 20 ran pro krátké zbraně)                                                             | ano                                                     | ano                                                                          |                                                |
| Indonésie                     | may-issue (omezené)                   | may-issue (omezené)                       |                                                         | may-issue (omezené)                                     | ne                                                         | | ano                                                     | ano                                                                          | 20 nebo trest smrti                            |
| Irák                          | ano (shall-issue)                     | ano (shall-issue)                         | ano (shall-issue)                                       | ano (shall-issue)                                       |                                                            | | ano                                                     | ano                                                                          |                                                |
| Írán                          | may-issue (omezené)                   |                                           |                                                         |                                                         |                                                            | | ano                                                     | ano                                                                          |                                                |
| Itálie (EU)                   | ano (shall-issue)                     | ano (shall-issue)                         | ne                                                      | may-issue (omezené)                                     | ne                                                         | ne (10 ran pro pušky, 20 ran pro pistole) neomezené pro členy střeleckých klubů                                     | ano                                                     | ano                                                                          |                                                |
| Island                        | ano (may-issue)                       | ne                                        | ne                                                      | ne                                                      |                                                            | ne | ne                                                      | 4 roky                                                                       |                                                |
| Izrael                        | ano (may-issue)                       | nutný důvod (may-issue)                   | nutný důvod (may-issue)                                 | nutný důvod (may-issue)                                 | ne                                                         | | ano                                                     | ano                                                                          | 10 let                                         |
| Stát                          | Soukromé vlastnictví                  | Zbraně pro obranu                         | Viditelné nošení                                        | Skryté nošení                                           | Automatické zbraně                                         | Neomezené zásobníky                                                                                                 | Lékařské kontroly                                       | Registrace zbraní                                                            | Maximální postih                               |
| Jamajka                       | ano (may-issue)                       | ano (may-issue)                           | ano (may-issue)                                         | ano (may-issue)                                         | ne                                                         | | ano                                                     | ano                                                                          |                                                |
| Japonsko                      | may-issue (omezené)                   | ne                                        | ne                                                      | ne                                                      | ne                                                         | | ano                                                     | ano                                                                          | 15                                             |
| Jihoafrická republika         | ano (may-issue)                       | nutný důvod, may-issue                    | ne                                                      | ano (may-issue)                                         | ne, may-issue                                              | ano | ano                                                     | ano                                                                          | 15 let                                         |
| Kanada                        | ano (shall-issue)                     | may-issue (omezené)                       | ne                                                      | may-issue (omezené)                                     | ne                                                         | ne | ano                                                     | ano                                                                          | 10 let                                         |
| Keňa                          | ano (may-issue)                       | ano (may-issue)                           | ne                                                      | ano (may-issue)                                         | ne                                                         | | ano                                                     | ano                                                                          | 15                                             |
| Severní Korea                 | ne                                    | ne                                        | ne                                                      | ne                                                      | ne                                                         | |                                                         |                                                                              | 20 / trest smrti                               |
| Jižní Korea                   | ano (may-issue)                       | ne                                        | ne                                                      | ne                                                      | ne                                                         | | ano                                                     | ano                                                                          | 10 let (trest smrti v případě vojenské zbraně) |
| Kypr (EU)                     | ano (pouze brokovnice)                | ano (pouze brokovnice)                    | may-issue (omezené)                                     | ne                                                      | ne (pouze rezervisté)                                      | ne (pouze brokovnice)                                                                                               | ano                                                     | ano                                                                          |                                                |
| Litva (EU)                    | ano (shall-issue)                     | ano (shall-issue)                         | pouze profesionálové                                    | ano (shall-issue)                                       | ne                                                         | | ano                                                     | ano                                                                          | až 5 let                                       |
| Lotyšsko (EU)                 | ano (shall-issue)                     | ano (shall-issue)                         | ne                                                      | ano (shall-issue)                                       | ne                                                         | ne (10 ran pro dlouhé zbraně, 20 ran pro krátké zbraně) neomezené pro sportovní střelce                             | ano                                                     | ano                                                                          |                                                |
| Maďarsko (EU)                 | ano                                   | may-issue (omezené)                       | pouze profesionálové                                    | may-issue (omezené)                                     | ne                                                         | ne (10 ran pro dlouhé zbraně, 20 ran pro krátké zbraně)                                                             | ano                                                     | ano                                                                          | 8 let                                          |
| Malta (EU)                    | ano (shall-issue)                     | ne                                        | ne                                                      | ne                                                      | ano (do r. výroby 1946)                                    | ne (10 ran pro dlouhé zbraně, 20 ran pro krátké zbraně)                                                             | ano                                                     | ano                                                                          |                                                |
| Mexiko                        | ano                                   | ano                                       | nutný důvod (may-issue)                                 | nutný důvod (may-issue)                                 | ne                                                         | | ano                                                     | ano                                                                          | 7 let                                          |
| Německo (EU)                  | ano (may-issue)                       | may-issue (omezené)                       | may-issue (omezené)                                     | may-issue (omezené)                                     | ne                                                         | ne (20 ran krátké zbraně, 10 ran dlouhé zbraně) (ostatní pouze na nenárokové povolení)                              | ano                                                     | ano                                                                          | 10 let                                         |
| Nizozemsko (EU)               | ano (may-issue)                       | ne                                        | ne                                                      | ne                                                      | ne                                                         | ne (10 ran pro dlouhé zbraně, 20 ran pro krátké zbraně)                                                             | ano                                                     | ano                                                                          | až 12 měsíců                                   |
| Nový Zéland                   | ano (shall-issue)                     | ne                                        | ne                                                      | ne                                                      | ano (may-issue)                                            | ne | ano                                                     | registrace některých typů zbraní                                             | 2 roky                                         |
| Norsko                        | ano                                   | may-issue (omezené)                       | ne                                                      | ne                                                      | may-issue (omezené)                                        | | ano                                                     | ano                                                                          | až 3 měsíce                                    |
| Pákistán                      | ano (shall-issue)                     | ano (shall-issue)                         | ano (shall-issue)                                       | ano (shall-issue)                                       | ano                                                        | | ano                                                     | ano                                                                          | 7 let                                          |
| Polsko (EU)                   | ano (shall-issue)                     | nutný důvod (may-issue)                   | ne                                                      | may-issue (obrana) shall-issue (sport)                  | may-issue (omezené)                                        | ne (10 ran pro dlouhé zbraně, 20 ran pro krátké zbraně)                                                             | ano                                                     | ano                                                                          | 8 let                                          |
| Portugalsko (EU)              | nutný důvod (may-issue)               | nutný důvod (may-issue)                   | ne                                                      | may-issue (omezené)                                     | may-issue (omezené)                                        | ne (10 ran pro dlouhé zbraně, 20 ran pro krátké zbraně)                                                             | ano                                                     | ano                                                                          | 5 let                                          |
| Rakousko (EU)                 | ano (shall-issue)                     | ano (shall-issue)                         | ano (may-issue)                                         | ano (may-issue)                                         | ne (may-issue)                                             | ne (10 ran pro dlouhé zbraně, 20 ran pro krátké zbraně)                                                             | ano                                                     | ano                                                                          | 2 roky                                         |
| Rumunsko (EU)                 | ano (may-issue)                       | ne (may-issue)                            | ne                                                      | ne                                                      | ne                                                         | ne (limit 10 ran)                                                                                                   | ano                                                     | ano                                                                          |                                                |
| Rusko                         | ano (may-issue)                       | ano (may-issue)                           | ne                                                      | ne                                                      | ne                                                         | ne (10 ran) | ano                                                     | ano                                                                          | 8 let                                          |
| Stát                          | Soukromé vlastnictví                  | Zbraně pro obranu                         | Viditelné nošení                                        | Skryté nošení                                           | Automatické zbraně                                         | Neomezené zásobníky                                                                                                 | Lékařské kontroly                                       | Registrace zbraní                                                            | Maximální postih                               |
| Singapur                      | may-issue (omezené)                   | may-issue (omezené)                       | may-issue (omezené)                                     | may-issue (omezené)                                     | may-issue (omezené)                                        | | ano                                                     | ano                                                                          | 14 let (min. 5 let a min. 6 ran)               |
| Slovensko (EU)                | ano, may-issue (nutný důvod)          | nutný důvod (may-issue)                   | ne                                                      | nutný důvod (may-issue)                                 | may-issue (omezene)                                        | ne (10 ran pro dlouhé zbraně, 20 ran pro krátké zbraně)                                                             | ano, may-issue                                          | ano                                                                          |                                                |
| Slovinsko (EU)                | ano, may-issue                        | ano (may-issue, nutný důvod)              |                                                         | ano (may-issue)                                         | may-issue (sběratelství)                                   | ne (limit 10 ran pro dlouhé zbraně, 20 ran pro krátké zbraně)                                                       | ano                                                     | ano                                                                          |                                                |
| Spojené království            | ano may-issue Shall issue u brokovnic | ne Severní Irsko: may-issue (nutný důvod) | ne                                                      | ne Severní Irsko: may-issue (nutný důvod)               | ne                                                         | pouze brokovnice povoleny                                                                                           | ano                                                     | ano                                                                          | min. 5 let                                     |
| USA                           | Ano                                   | liší se dle státu                         | liší se dle státu: Ano: 32 S povolením: 14 Ne: 4 + D.C. | liší se dle státu: Volné: 16 Nárokové: 26 Nenárokové: 9 | ne (pouze zbraně registrované před rokem 1986)             | liší se dle státu                                                                                                   | liší se dle státu                                       | liší se dle státu Povinnost u zbraní specifikovaných v National Firearms Act | federální: 10 let státní: liší se              |
| Srbsko                        | ano (shall-issue)                     | ano (shall-issue)                         | nutný důvod, may-issue                                  | nutný důvod, may-issue                                  | ne                                                         | | ano                                                     | ano                                                                          | 5 let                                          |
| Španělsko (EU)                | ano, may-issue                        |                                           |                                                         |                                                         |                                                            | ne (limit 10 ran pro dlouhé zbraně, 20 ran pro krátké zbraně)                                                       |                                                         |                                                                              |                                                |
| Švýcarsko Lichtenštejnsko     | ano (shall-issue)                     | ano (may-issue)                           | ne (may-issue)                                          | ne (may-issue)                                          | may-issue (zbraně před rokem 1999 bez povolení)            | ne (10 ran pro dlouhé zbraně, 20 ran pro krátké zbraně) sportovní střelci a držitelé nenárokové výjimky bez omezení | výpis z trestního rejštříku nutný pro většinu transakcí | některé (lovecké) zbraně nepodléhají registraci (čl. 10)                     | 5 let (§1 čl. 33)                              |
| Thajsko                       | ano (may-issue)                       | ano (may-issue)                           |                                                         | ano (may-issue)                                         | ne                                                         | | ano                                                     | ano                                                                          | 10 let                                         |
| Východní Timor                | ano                                   | ano                                       | ne                                                      | ne                                                      |                                                            | | ano                                                     | ano                                                                          | až 12 měsíců                                   |
| Turecko                       | ano (may-issue)                       | ne                                        | ne                                                      | nutný důvod (may-issue)                                 | ne                                                         | ne | ano                                                     | ano                                                                          | 3 roky                                         |
| Ukrajina                      | ano (may-issue)                       | ne                                        | ne (may-issue)                                          |                                                         | ne                                                         | | ano                                                     | ano                                                                          | 7 let                                          |
| Vietnam                       | may-issue                             |                                           | ne                                                      | ne                                                      | ne                                                         | | ano                                                     | ano                                                                          |                                                |

## Evropa

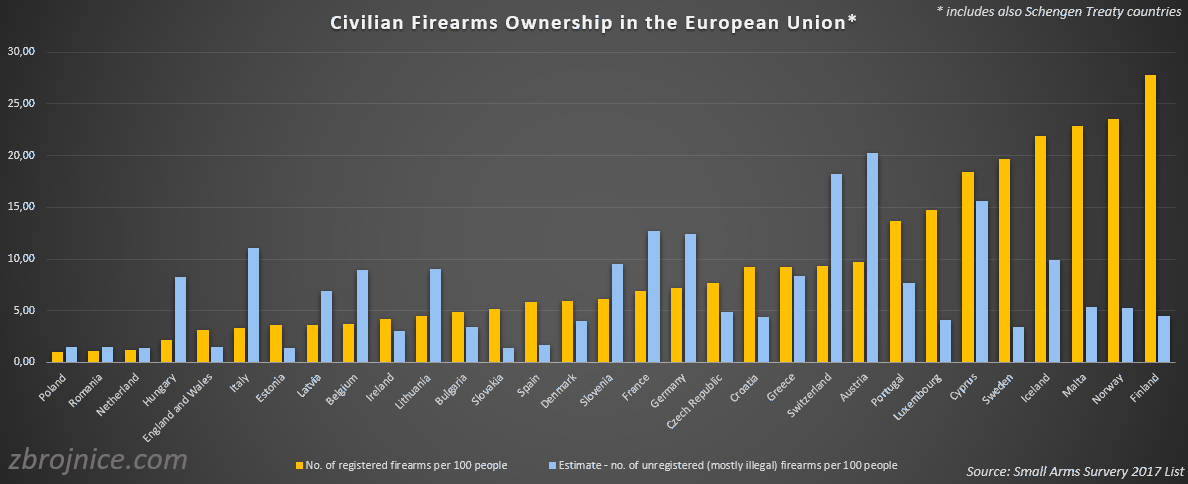
Počet zbraní v zemích Schengenu.
registrovaných
neregistrovaných (odhad)

Praxe vydávání povolení ke skrytému nošení v Evropě
Nárokové (shall-issue)
V praxi nárokové (shall-issue in practice)
Proces správního uvážení (may-issue)
V praxi nevydáváno (no-issue in practice)
Nevydáváno (no-issue)
Chybějící informace

Možnost legálního vlastnictví tlumiče hluku výstřelu v Evropě
Tlumiče nejsou regulované
Tlumiče je možné vlastnit jako běžnou zbraň (pro lov, sport, obranu nebo bez nutnosti udání důvodu)
Tlumiče je možné vlastnit pouze na výjimku
Tlumiče je zakázáno vlastnit
Chybějící nebo nejasné informace

### Evropská unie

#### Česko

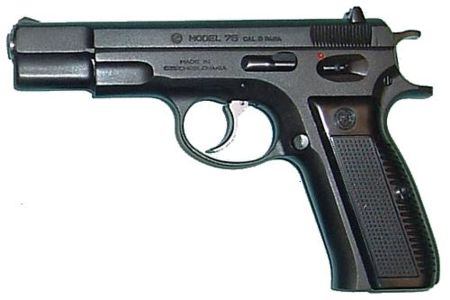
Pistole CZ 75 domácí výroby, nejpopulárnější zbraň v Česku

Regulace střelných zbraní v České republice je nejliberálnější nejen v rámci Evropské unie a Evropy, ale po Spojených státech amerických také v celém západním civilizačním okruhu. Základní normou pro regulaci zbraní je Zákon č. 119/2002 o střelných zbraních a střelivu z roku 2002, který rozděluje zbraně do několika kategorií a pro jejich vlastnictví nebo nakládání s nimi vyžaduje získání zbrojního průkazu nebo zbrojní licence, čímž se odlišuje od většiny evropských zemí. Na vydání zbrojního průkazu nebo zbrojní licence mají fyzické osoby s trvalým pobytem (resp. i právnické osoby v případě zbrojní licence) právní nárok při splnění podmínek stanovených v zákoně (čeští občané, občané zemí Evropské unie, Švýcarska nebo zemí NATO, azylanti). Ostatním žadatelům s trvalým pobytem na území České republiky nemusí být vyhověno, i když splní všechny zákonem dané požadavky (tzv. princip správního uvážení). Kategorie zbraní podle zákona ve znění novely č. 13/2021 ze dne 16. prosince 2020 jsou následující:
- Krátká zbraň je palná zbraň, jejíž délka hlavně nepřesahuje 300 mm nebo jejíž celková délka nepřesahuje 600 mm. Dlouhá zbraň je palná zbraň, která není krátkou zbraní
- Kategorie A – zakázané zbraně a zakázané střelivo, které je možné vlastnit a držet popř. nosit pouze na základě nenárokové výjimky (v důsledku čehož Policie ČR hojně využívá možnosti správního uvážení a tyto výjimky vydává jen velmi zřídka)[59]
  - zbraně zvláště účinné (ráže větší jak 20 mm, dělostřelectvo, výbušniny),
  - samočinné
  - vyrobené nebo upravené tak, že lze utajit jejich účel, nebo které byly změněny tak aby mohly způsobit těžší následky,
  - zbraně maskované jako jiné předměty (zákeřné zbraně),
  - zbraně palné nevyrobené z kovů, pokud nejsou identifikovatelné jako zbraně při kontrolách osob a zavazadel pomocí detekčních a rentgenových přístrojů
  - střelná nástrahová zařízení
  - střelivo se střelou průbojnou, výbušnou nebo zápalnou anebo jinou střelou obsahující aktivní náplně, nejde-li o signální náboje nebo střelivo obsahující pyrotechnický výrobek podle zákona o pyrotechnice.
- Kategorie A-I – zakázané zbraně a zakázané střelivo které je možné vlastnit, držet a nosit na základě nárokové výjimky
  - zbraně samočinné, u nichž došlo k úpravě na samonabíjecí palné zbraně
  - zbraně samonabíjecí pro střelivo se středovým zápalem, do kterých je vložen příslušný nadlimitní zásobník
  - dlouhé samonabíjecí zbraně pro střelivo se středovým zápalem původně určené ke střelbě z ramene, vybavené skládací, zasouvací nebo bez použití nástrojů odnímatelnou ramenní opěrou, přičemž po jejím sklopení, zasunutí nebo odejmutí je délka zbraně menší než 600 mm a není ovlivněna její funkčnost (jedná se o prázdnou podskupinu jelikož takové zbraně jsou dle zákona krátké zbraně a tedy spadají kategorie B)
  - zbraně plynové nebo expanzní, nejde-li o dovolené výrobní provedení, které stanoví prováděcí právní předpis
  - střelivo pro krátké kulové palné zbraně se střelou šokovou nebo střelou určenou ke zvýšení ranivého účinku
- Kategorie B – zbraně podléhající (nárokovému) povolení
  - krátké zbraně (opakovací, samonabíjecí, jednoranové nebo víceranové pro střelivo se středovým zápalem), krátkou zbraní je
  - jednoranové nebo víceranové zbraně pro střelivo s okrajovým zápalem, jejichž celková délka je menší než 280 mm
  - dlouhé samonabíjecí zbraně, jejichž zásobník nebo nábojová schránka a nábojová komora mohou dohromady pojmout více než 3 náboje
  - dlouhé samonabíjecí zbraně, jejichž zásobník nebo nábojová schránka a nábojová komora nemohou dohromady pojmout více než 3 náboje a u nichž je podávací ústrojí odnímatelné, anebo u nichž není zaručeno, že nemohou být přeměněny běžně dostupnými nástroji na zbraně, jejichž zásobník nebo nábojová schránka a nábojová komora mohou dohromady pojmout více než 3 náboje
  - dlouhé opakovací nebo samonabíjecí zbraně s hladkým vývrtem hlavně, jejichž délka hlavně je menší nebo je rovná 600 mm
  - samonabíjecí zbraně, pokud mají vzhled samočinných zbraní
  - signální zbraně pro použití signálních nábojů ráže větší než 16 mm
- Kategorie C – zbraně podléhající ohlášení tj. registraci (do 10 pracovních dnů od nabytí, stejně jako všechny výše uvedené kategorie zbraní)
  - jednoranové nebo víceranové zbraně pro střelivo s okrajovým zápalem, jejichž celková délka se rovná nebo je větší než 280 mm
  - jednoranové nebo víceranové, opakovací nebo samonabíjecí dlouhé zbraně pro střelivo s okrajovým nebo středovým zápalem nebo pro střelivo se zápalem typu Lefaucheux neuvedené v kategorii B
  - plynové zbraně, u nichž kinetická energie střely na ústí hlavně je vyšší než 16 J, s výjimkou paintbalových zbraní
  - více než dvouranové nebo opakovací zbraně zkonstruované na principu perkusních zámkových systémů
  - tlumiče hluku výstřelu
- Kategorie C-I – zbraně podléhající ohlášení (registraci do 10 pracovních dnů od nabytí), pro jejichž nabytí není nutné být držitelem zbrojního průkazu nebo zbrojní licence
  - zbraně zařazené do kategorie A, A-I, B nebo C, které byly znehodnoceny v souladu s přímo použitelným předpisem Evropské unie40),
  - expanzní zbraně, které splňují požadavky na dovolené výrobní provedení stanovené prováděcím právním předpisem
  - jednoranové nebo dvouranové palné zbraně určené pro dělené střelivo
  - palné zbraně určené pro náboje typu Flobert, náboje ráže 4 mm M20 nebo úsťovou kinetickou energií střely srovnatelné střelivo určené pro výcvik ve střelbě
  - plynové zbraně s ráží vyšší než 6,35 mm, nejde-li o paintballové zbraně
  - palné zbraně pro soupeřský systém výcviku s úsťovou energií střely nejvýše 20 J
  - signální zbraně pro použití signálních nábojů nejvýše ráže 16 mm
  - elektrický zneschopňující prostředek založený na principu střelné zbraně (taser)
- Kategorie D – ostatní zbraně; pro jejichž nabytí postačuje minimální věk 18 let
  - historické zbraně
  - paintballové zbraně, kterými jsou plynové zbraně konstruované pro vystřelování neletální střely určené pro výcvikové, sportovní nebo rekreační účely
  - plynové zbraně nejvýše ráže 6,35 mm
  - expanzní přístroje, s výjimkou přenosných upevňovacích zařízení a jiných rázových strojů určených výhradně pro průmyslové nebo technické účely
  - znehodnocené zbraně na kterých byly postupem podle prováděcího právního předpisu provedeny takové nevratné úpravy, které znemožňují jejich použití ke střelbě
  - zbraně, na kterých byly řezem provedeny takové úpravy, které odkrývají alespoň částečně vnitřní konstrukci zbraně
  - neaktivní torza zbraní, kterými se rozumí zbraně, které se staly trvale a nevratně nepoužitelnými ke střelbě v důsledku poškození nebo degradace takového rozsahu, že uschopnění takové zbraně ke střelbě je vyloučeno, aniž by došlo k výměně hlavních částí zbraně nebo jejich výměně
  - neaktivní střelivo a munice
  - zbraně neuvedené v kategoriích A až C-I
- Nadlimitní zásobníky – „zásobník nebo sestava nábojové schránky určené pro palnou zbraň pro střelivo se středovým zápalem s kapacitou přesahující 20 nábojů v případě krátké palné zbraně nebo s kapacitou přesahující 10 nábojů v případě dlouhé palné zbraně“, které je možné nabývat do vlastnictví za základě obecné výjimky vydané za obdobných podmínek jako na zbraně kategorie A–I, ostatní nakládání se těmito zásobníky je pak neregulované, zásobníky nepodléhají registraci ani omezení počtu kusů, které je možné vlastnit.
- Střelivo, které není zakázané – pro nabytí a nakládní se střelivem je nutný zbrojní průkaz nebo zbrojní licence, střelivo jako takové nepodléhá registraci ani omezení počtu kusů, které je možné vlastnit.

Za zbraně jsou též považované jejich hlavní části (hlaveň, vložná hlaveň, závěr, rám nebo tělo). Zákon nestanoví omezení počtu zbraní, střeliva nebo zásobníků, které může držitel zbrojního průkazu vlastnit, pouze stanovuje požadavky na zabezpečení zbraní a střeliva v závislosti na jejich počtu.
Zbrojní průkazy jsou rozdělené do několika skupin podle náročnosti kladené na žadatele a účelu oprávnění, které následně držiteli umožňují:
- Skupina A – ke sběratelským účelům (minimální věk 21 let)
- Skupina B – ke sportovním účelům (minimální věk 18 let, výjimečně 15 až 18 let)
- Skupina C – k loveckým účelům (minimální věk 18 let, výjimečně 16 až 18 let)
- Skupina D – k výkonu zaměstnání nebo povolání (minimální věk 21 let, výjimečně 18 až 21 let)
- Skupina E – k ochraně života, zdraví nebo majetku (minimální věk 21 let).

Zákon původně umožňoval získat také skupinu F – k provádění pyrotechnického průzkumu, která byla nahrazena muničním průkazem (opravňující fyzickou osobu v rozsahu podle druhu průkazu k provádění činností při nakládání s municí a k provádění pyrotechnického průzkumu, a to pouze v rámci pracovního, členského nebo obdobného poměru k držiteli muniční licence). Jedna osoba může být držitelem více skupin zbrojního průkazu. Zcela nejpočetnější skupinou zbrojních průkazů je skupina E, k ochraně života, zdraví nebo majetku, která držiteli umožňuje skrytě nosit až dvě nabité zbraně kategorie B nebo C (včetně možnosti nosit s nábojem v nábojové komoře), což je další odlišnost od většiny zemí Evropy a západního světa. K roku 2019 byl celkový počet zbrojních průkazů 305 452 z čehož téměř 250 000 tvořily zbrojní průkazy skupiny E. V tomtéž roce bylo Policií ČR registrováno 900 556 zbraní (převážně kategorie B a C). Viditelně nosit nebo přepravovat zbraně může běžný držitel zbrojního průkazu jen ve velmi omezených případech.
Zákon na žadatele o vydání zbrojního průkazu klade následující podmínky:
- musí mít místo pobytu na území České republiky
- dosáhl předepsaného věku (dle skupin zbrojního průkazu)
- je způsobilý k právním úkonům
- je zdravotně způsobilý
  - zdravotní způsobilost potvrzuje praktický nebo zaměstanecký lékař
  - lékař může po žadateli pro vydání kladného zdravotního posudku požadovat absolvování psychologického vyšetření (psychotestu)
- je odborně způsobilý
  - odbornou způsobilost dokládá žadatel úspěšným absolvováním zkoušky odborné způsobilosti, která je organizována Policií ČR a vedená zkušebním komisařem, skládá se z:
  - teoretické části: bodovaného písemného testu v časovém limitu (bodový limit je určen dle skupin zbrojního průkazu, tématem testu je znalost zákona o zbraních, první pomoc, oprávněné užití zbraně, nauka o zbraních a střelivu)
  - praktické části: bezpečné manipulace se zbraní a střelivem (včetně základní rozborky pro čištění) a střelby na pevný cíl (požadavky a hodnocení střelby se liší dle skupin zbrojního průkazu)
- je bezúhonný
- je spolehlivý

Právo nabývat, držet a nosit zbraň je zaručeno za podmínek stanovených tímto zákonem. 
 § 1 odst. 1 zákona o zbraních

#### Estonsko, Lotyšsko, Litva
Všech tři pobaltské republiky mají podobné zákony o zbraních, které jsou v rámci Evropy poměrně permisivní a umožňují jejich obyvatelům držet a skrytě nosit zbraně kategorie B za účelem obrany. Během nošení ale nesmí být zbraň nabita nábojem v nábojové komoře, s výjimkou válce revolveru, a situace vyžadující takový stav. Lotyšsko navíc zakazuje ke zbrani nosit více než jeden náhradní zásobník.

Estonsko a Lotyšsko umožňují lovcům a sportovním střelcům vlastnit a používat tlumiče hluku výstřelu. Naopak v Litvě se jedná o zbraň kategorie A.

#### Francie
Kategorie zbraní jsou:
- kategorie A: zbraně zakázané (A1, A2, A11, A12)
- kategorie B: zbraně podléhající povolení (B1, B2, B4, B5, B6, B7, B8)
- kategorie C: zbraně podléhající registraci
- kategorie D: zbraně neuvedené výše, prodejné od 18 let, historické zbraně vyrobené do roku 1900 a jejich repliky pokud nejsou na jednotné střelivo

Teoreticky je možné získat jednoroční povolení ke skrytému nošení zbraně pro účely sebeobrany, ale v praxi není vydáváno. Povolení k nošení nedostal ani sportovní střelec a šéfredaktor časopisu Charlie Hebdo Stéphane Charbonnier, který byl na seznamů cílů teroristické organizace Al-Káida, a který byl zabit v lednu 2015 při útoku na redakci časopisu.
Jednotlivec může vlastnit maximálně dvanáct zbraní kategorie B, maximálně deset zásobníků do těchto zbraní a maximálně 1000 nábojů pro každou zbraň.
Od teroristických útoků v Paříži v listopadu 2015, mohou francouzští policisté nosit služební zbraně i v mimoslužební době (off-duty).

#### Itálie
Všechny soukromě držené zbraně musí být registrovány na místním policejním oddělení, během 72 hodin od koupě nebo převzetí. K nákupu a držení zbraně je nutné získat nákupní povolení nebo být držitelem některého druhu povolení k nošení (pro lovecké, sportovní nebo sebeobranné účely). Skryté nošení nabité zbraně je možné pouze s povolením pro sebeobranu, jehož vydání podléhá správnímu uvážení (tj. není na něj právní nárok) a jeho získání není snadné.
Italští občané mohou vlastnit:
- Maximálně tři obyčejné zbraně (většinou pistole, ale patří sem všechny zbraně mimo loveckých včetně malorážek),
- maximálně dvanáct sportovních zbraní (pokud jsou pro tento účel schváleny národní zkušebnou),
- neomezené množství loveckých zbraní (pušek a brokovnic),
- až osm historických zbraní (zbraně vyrobené před rokem 1890),
- neomezené množství jednoranových zbraní a replik předovek (nemusí se registrovat),
- neomezené množství vzduchovek (ps energií nižší než 7,5 Joulů, se nemusí registrovat).

Podobně jako střelné zbraně je regulováno a registrováno i střelivo:
- Pro lovecké účely je možno držet až 1500 kusů střeliva,
- maximálně 200 kusů pistolového střeliva,
- po splnění daných požadavků lze získat povolení na dodatečných 1500 kusů pistolového střeliva.

Vlastnictví a obchod s znehodnocenými zbraněmi a jejich replikami je neomezený. Každá znehodocená zbraň, ale musí mít doklad o znehodnocení.
Vlastnictví zbraní per capita je v Itálii 12%, přičemž počet soukromých zbraní je zhruba 7 miliónů.

#### Rakousko
Rakouský Zbrojní zákon (něm. Waffengesetz) z roku 1996, dělí zbraně do třech kategorií:
- Kategorie A: zbraně zakázané – nutná speciální nenároková výjimka (např. automatické zbraně, pumpovací brokovnice, tlumiče hluku, vojenský materiál)
- Kategorie B: zbraně na povolení (něm. Waffenbesitzkarte) (opakovací brokovnice, krátké a samonabíjecí zbraně)
  - Povolení vydané nárokově pro způsobilého občana evropského hospodářského prostoru (EHP), staršího 21 let, max. dvě zbraně
  - Povolení nenárokové pro více než dvě zbraně nebo občana EHP staršího 18 let nebo obyvatele, který není občanem státu EHP
  - Za legitimní důvod nákupu je považována i sebeobrana v rámci obydlí.
- Kategorie C: zbraně podléhající registraci – bez omezení počtu zbraní, čekací doba tři dny, nutno uvést důvod nákupu, povinnosti registrace do šesti týdnů od nákupu
  - Prodejné občanovi EHP, staršímu 18 let, způsobilému držet zbraně.
  - Za legitimní důvod nákupu je považována i sebeobrana v rámci obydlí.

Vydání samostatného povolení k nošení (něm. Waffenpass) pro držitele zbraně kategorie B je možné, ovšem podléhá správnímu uvážení tj. žadatel musí prokázat že mu hrozí zvýšené riziko napadení např. klenotníci, advokáti, zaměstnanci bezpečnostních agentur, osoby převážející tržbu, taxikáři atd. Od roku 2019 nemusejí příslušníci policie, vojenské policie, soudci a vězeňští dozorci prokazovat hrozící zvýšené riziko a povolení k nošení je jim udělováno nárokově a to i poku jsou již ve výslužbě. Zbraně je teoreticky možné nosit jak skrytě tak viditelně, jelikož toto zákon nerozlišuje. Vyžaduje ovšem nošení způsobem, který nenarušuje veřejný pořádek, což je u viditelného nošení prakticky nemožné v občanském oděvu.

#### Slovensko
Zbraňová legislativa na Slovensku je i vzhledem ke společné historii mnohém podobná té české, ale je přísnější. Vlastnictví a nabývání zbraní upravuje především zákon o zbraních a střelivu č. 190/2003. Každý držitel zbraně musí mít zbrojní průkaz, který mu vydá příslušné ředitelství policie. Žadatel musí dosáhnout minimálního věku 21 let (18 let u kategorie D pro vlastníka loveckého lístku, 15 let se souhlasem zákonného zástupce pro člena státní reprezentace ve sportovní střelbě), má místo pobytu na Slovensku, je právně způsobilý, je zdravotně a psychologicky způsobilý, je bezúhonný a spolehlivý, prokázal zkouškou před komisí odbornou způsobilost a prokázal potřebu držet anebo nosit zbraň a střelivo. Především poslední požadavek vyžaduje od žadatele od vydání zbrojního průkazu, aby doložil skutečnou potřebu vlastnit danou skupinu zbrojního průkazu (pro skupinu D členství v lovecké organizaci, pro skupinu E členství ve organizaci zabývající se sportovní střelbou). Prokazování potřeby vlastnictví zbrojního průkazu skupiny A (skryté nošení pro sebeobranu) je nejnáročnější a uznávání prokazatelného důvodu se liší od jednotlivých oddělení policie, které o vydání rozhodují. Uplatňuje se zde princip tzv. správního uvážení, kdy některá oddělení mohou vydat průkaz této kategorie po prostém uvedení důvodu/ů, jiná naopak mohou zamítnout již samu žádost o tuto skupinu či žadateli při splnění zkoušky vydají pouze kategorii B. Rozhodovat může také to zda žadatel je nebo byl příslušníkem policie nebo ozbrojených sil. Na jaře 2021 tvořily zbrojní průkazy skupiny A přibližně 60 % všech vydaných zbrojních průkazů. Trend nárůstu této skupiny zbrojních průkazů je okolo 0,4 % ročně.
Skupiny zbrojních průkazů jsou:
- Skupina A: Nošení pro sebeobranu
- Skupina B: Držení pro sebeobranu
- Skupina C: Držení pro výkon zaměstnání
- Skupina D: Držení pro lovecké účely
- Skupina E: Držení pro sportovní účely
- Skupina F: Držení pro sběratelství nebo muzejní činnost

Kategorie zbraní jsou:
- zbraň kategorie A: zakázané
- zbraň kategorie B: zbraně podléhající povolení
- zbraň kategorie C: zbraně podléhající registraci
- zbraň kategorie D: zbraně neuvedené výše, prodejné od 18 let
- střelivo do zbraní kategorií A až D, které není zakázané.

### Švýcarsko
Nakládání s civilními zbraněmi ve Švýcarsku upravuje federální zákon o zbraních, doplňcích zbraní a střelivu z roku 1997 (Waffengesetz; poslední novela září 2020), který ve třetím paragrafu formálně přiznává právo nabývat, držet a nosit zbraně za podmínek stanoveným tímto zákonem. Švýcarská zbraňová legislativa je považována za jednu z nejliberálnějších na světě a umožňuje vlastnit a držet zbraně téměř každému trestně způsobilému občanu (kromě zákonem stanovených výjimek). Nošení zbraně je možné pouze se zvláštním povolením k nošení (něm. Waffentragbewilligung, čl. 27), které podléhá správnímu uvážení a žadatel musí, kromě předpokladů pro legální nabytí zbraně a znalosti bezpečné manipulace se zbraní a předpisů upravujících použití zbraně, také prokázat zvýšenou potřebu nosit skrytě zbraň (běžným občanům není vydáváno). Platnost tohoto povolení je 5 let a umožňuje nosit pouze konkrétní zbraň. Nutnost získat povolení k nošení se nevztahuje na nošení zbraně za účelem lovu, účasti na společenské události při kterých jsou zbraně nošeny v souvislosti s historickou událostí, účast na airsoftovém sportu na ohraničeném pozemku, příslušníci jiných států provádějící úkony v souvislosti s bezpečností letového provozu nebo pohraničních a celních záležitostí a to dle obecného oprávnění podle článku 27a.
Das Recht auf Waffenerwerb, Waffenbesitz und Waffentragen ist im Rahmen dieses Gesetzes gewährleistet. (německy)
Le droit d’acquérir, de posséder et de porter des armes est garanti dans le cadre de la présente loi. (francouzsky)
Il diritto di acquisto, possesso e porto di armi è garantito nell’ambito della presente legge. (italsky)
Il dretg d’acquistar, da posseder e da purtar armas è garantì en il rom da questa lescha. (rétorománsky)

Právo nabývat, držet a nosit zbraně je zaručeno za podmínek stanovených tímto zákonem. 
 § 3 federálního zákona o zbraních, doplňcích zbraní a střelivu
Zvláštní pravidla platí pro vojenské zbraně svěřené vojákům v záloze.
Dle článku 8 musí ten kdo si chce opatřit zbraň splnit následující podmínky:
- dosáhl věku min. 18 let
- je právně způsobilý
- není u něj důvodné podezření že by zbraní mohl chtít ublížit sobě nebo jiné osobě
- jeho chování a trestní minulost nevykazují, že by mohl být nebezpečím pro veřejný pořádek.

Většina voličů, kteří hlasovali v referendu v únoru 2011, stejně tak jako většina kantonů, zamítla ústavní dodatek, který by zpřísnil regulaci zbraní včetně těch svěřených vojákům v záloze. Naopak v referendu konaném v květnu 2019 většina voličů souhlasila s přijetím evropské zákazové směrnice dle vládního návrhu. V případě nepřijetí směrnice hrozila Evropská unie vyloučením Švýcarska ze schengenského prostoru.

## Severní a Jižní Amerika

### Kanada
Kanada má na rozdíl od sousedních Spojených států, poměrně přísné zákony o zbraních, které umožňují obyvatelům nabývat zbraně pouze pro sportovní nebo lovecké účely. Získání zbraně za účelem sebeobrany nebo povolení k nošení (Authorization to Carry – ATC) jsou předmětem správního uvážení a jsou prakticky nedosažitelné. Ke konci roku 2018 byly v celé Kanadě, která má 37 milionů obyvatel, pouze dva držitelé tohoto oprávnění. V prosinci 2019 již bylo v celé Kanadě pouze jediné platné povolení k nošení.

### Mexiko
Mexická ústava z roku 1917 v článku 10 formálně zaručuje občanům držet zbraně. Článek 10 ústavy původně zaručoval občanům i právo zbraně nosit, ale v roce 1917 bylo jeho znění změněno a občané již mohli zbraně nosit pouze v rámci policejních regulací. V roce 1971 byl článek 10 opět upraven, přičemž občané teoreticky mohou zbraně držet pouze ve svém obydlí a nosit je mohou pouze zvlášt' autorizované osoby. O rok později vyšel v platnost Federální zákon o zbraních a výbušninách (španělsky Ley Federal de Armas de Fuego y Explosivos), který obsahuje přísné regulace nakládání se zbraněmi. Skryté i videlné nošení zbraní je pro obyvatele Mexika v praxi nemožné, kromě povolení vydaných Secretaría de la Defensa Nacional. I přes přísnou regulaci legálních zbraní, kriminalita související se zbraněmi v Mexiku je značná. V celém Mexiku se nachází pouze jediný obchod s legálními zbraněmi.
| „                           | Los habitantes de los Estados Unidos Mexicanos tienen derecho a poseer armas en su domicilio, para su seguridad y legítima defensa, con excepción de las prohibidas por la Ley Federal y de las reservadas para el uso exclusivo del Ejército, Armada, Fuerza Aérea y Guardia Nacional. La ley federal determinará los casos, condiciones, requisitos y lugares en que se podrá autorizar a los habitantes la portación de armas.. Obyvatelé Spojených mexických států mají právo držet zbraně ve svém obydlí, za účelem vlastní ochrany a legitimní sebeobrany, s výjimkou těch zbraní které jsou zakázány federálním zákonem a těch určených pro výlučné použití armádou, námořnictvem, letectvem a národní gardou. Federální zákon stanoví místa, případy, podmínky a požadavky za kterých mohou být obyvatelé oprávněni nosit zbraně. | “ |
| — článek 10 mexické ústavy, | |   |

### Spojené státy americké

Vývoj vydávání povolení ke skrytému nošení od roku 1986.
Bez nutnosti povolení (permitless)
Nárokové (shall-issue)
Proces správního uvážení (may-issue)
Nevydáváno (no-issue)

Právo občanů vlastnit a nosit zbraň je na federální úrovni formálně zaručeno druhým dodatkem federální ústavy. Většina zbraňové legislativy je regulována jednotlivými státy unie. Díky tomu se přístup ke zbraním liší stát od státu. Čtyřicet čtyři státu kromě Kalifornie, Iowy, Marylandu, Minnesoty, New Jersey a New Yorku, má ve svých ústavách ustanovení podobné druhému federálnímu dodatku. New York má toto ustanovení součástí Zákona o občanských právech. Keith Wood ve článku Nejlepší státy pro majitele zbraní z roku 2020 na webu gunsandammo.com uvádí Arizonu, Idaho a Aljašku jako nejlepší resp. nejméně restriktivní státy pro majitele zbraní. Naopak jako nejrestriktivnější uvádí státy Massachusetts, Havaj, New York a hlavní město Washington D.C.
Text druhého dodatku ústavy, z rozsudku v případu District of Columbia proti Hellerovi:
| „                                                  | A well regulated Militia, being necessary to the security of a free State, the right of the people to keep and bear Arms, shall not be infringed. Řádně udržovaná domobrana je nezbytná pro bezpečnost svobodného státu, právo lidu držet a nosit zbraně nesmí být porušeno. | “ |
| — Druhý dodatek Ústavy Spojených států amerických, | |   |

#### Federální legislativa
Hlavní federální zákony o zbraních:
- National Firearms Act (NFA, 1934)
  - Zakazuje výrobu a prodej dále uvedených typů zbraní („Title II weapons“) bez zaplacení federálního kolku v hodnotě 200 dolarů a také přikazuje jejich registraci:
    - samočinné zbraně („kulomety“),
    - brokovnice s hlavní kratší než 457 mm nebo celkovou délkou menší než 660 mm,
    - pušky s hlavní kratší než 406 mm nebo celkovou délkou menší než 660 mm (SBR – short-barreled rifle),
    - těžké zbraně a výbušniny (dělostřelectvo, minomety, granáty, miny, raketomety apod.),
    - tlumiče hluku výstřelu,
    - improvizované a zákeřné zbraně (zbraně maskované jako jiné předměty nebo neidentifikovatelné jako zbraně).
- Federal Firearms Act of 1938 (FFA)
  - Obchodníci se zbraněmi musí mít federální licenci (federal firearms licence – FFL), zákaz prodeje zbraní trestancům.
  - Zrušen a nahrazen zákonem Gun Control Act of 1968.
- Omnibus Crime Control and Safe Streets Act of 1968 (1968)
  - Zákaz mezistátního prodeje krátkých zbraní, zvýšení věkového limitu na 21 let pro nákup krátkých zbraní.
- Gun Control Act of 1968 („GCA“)
  - Regulace výbušnin, rozšíření zákonné definice „kulometu“, povinnosti výrobců a importérů zbraní je opatřit sériovým číslem, zákaz dovozu zbraní „vojenského typu“, limit 21 let věku pro prodej krátných zbraní u licencovaných obchodníků se zbraněmi (FFL), zákaz prodeje zbraní trestancům a duševně nemocným osobám.
- Firearm Owners Protection Act (FOPA, 1986)
  - Rozšíření ochrany vlastníků zbraní, stanovení podmínek za kterých osoba nemůže vlastnit zbraň, zákaz federálního registrů prodeje zbraní, zákaz nabývání „kulometů“ registrovaných po 19. květnu 1986 civilními fyzickými osobami a nutnost odsouhlasení převodu zbraně registrované před tímto datem ATF (tzv. hudghesův dodatek), licencovaní obchodníci mohou prodávat zbraně na výstavách v domovském státu, zmenšení regulací prodeje munice, části tlumiče hluku výstřelu jsou také považovány za tlumič.
- Undetectable Firearms Act (1988)
  - S několika výjimkami zakazuje výrobu, dovoz, prodej, doručování, vlastnictví nebo jeho převod, zbraní které obsahují méně než 105 g kovu.
- Gun-Free School Zones Act (1990)
  - Zákaz pro osoby bez zvláštního povolení vědomně vstoupovat do oblasti o které ví nebo se o ní mohou důvodně domnívat že je chráněnou školní oblastí (angl. school zone) do jsou-li ozbrojeny.
- Brady Handgun Violence Prevention Act (1993)
  - Zavedení prověrek (lustrace) zájemce o koupi zbraně, zřízení prověrkového systému National Instant Criminal Background Check System (NICS) spravovaného FBI[90]
- Violent Crime Control and Law Enforcement Act a Federal Assault Weapons Ban (1994–2004)
  - Zákaz výroby, prodeje a nabývání vlastnictví vybraných typů zbraní dle funkce popř. „vojenského vzhledu“ (např. AR-15 apod.) a zásobovacích ústrojí s kapacitou přesahující 10 nábojů.
  - Zákon přestal platit v roce 2004.
- Law Enforcement Officers Safety Act (2004)
  - Příslušníci ozbrojených bezpečnostních a vojenských sborů a agentur s právem nosit zbraň a zatýkat, mj. mají za stanovených podmínek, možnost nosit skrytě zbraň po celých Spojených státech bez ohledu na státní nebo místní regulace nošení zbraní. Platí za stanovených podmínek a výjimek i pro tyto příslušníky v mimoslužební době (off-duty) a ve výslužbě.
- Protection of Lawful Commerce in Arms Act (2005)
  - Ochrana výrobců zbraní před občanskými žalobami o náhradu škody způsobeném zbraněmi jejich výroby(pokud se nejedná o škody způsobenou špatnou výrobou).

Ten kdo si chce opatřit legální zbraň musí splnit následující podmínky (dle Firearm Owners Protection Act):
- nebyl nikdy odsouzen za trestný čin(zločin), za nějž lze uložit více než rok odnětí svobody,
- není na něj vydán zatykač,
- neužívá nebo není závislý na nelegálních látkách,
- nebyl diagnostikován jako duševně nemocný nebo byl nedobrovolné umístění v ústavu nebo shledán nevinným z trestného činu v důsledku duševní nemoci
- není v USA nelegálně (vyjma speciálního případu),
- nebyl vyhozen z ozbrojených sil (dishonorable discharge),
- nebyl proti němu vystaven soudní zákaz styku (např. pro stalking, obtěžování),
- nebyl odsouzen za domácí násilí (bez ohledu na délku trestu),
- nezřekl se amerického občanství,
- nejedná se o osobu, která je obviněná z trestného činu (přečinu), za který je možné uložit trest odnětí svobody na dobu přesahující dva roky (stávající zbraně si může ponechat,ale nové si opatřit nemůže).[91]

Výše uvedené informace uvádí každý žadatel při nákupu zbraně u licencovaného obchodníka ve Formuláři 4473 (Firearms Transaction Record), přičemž uvedení nepravdivé informace je federálním zločinem.

#### Případy před Nejvyšším soudem
Důležité soudní spory a verdikty projednávané Nejvyšším soudem Spojených států amerických, které se týkají práv chráněných druhým dodatkem. Nejvyšší soud není povinen se zabývat žádostmi o přezkum rozhodnutí nižších soudů a proto je jím projednán jen zlomek navržených případů. Je nutný souhlas min. čtyř soudců aby byl případ projednán a min. pěti aby bylo vydáno rozhodnutí. Při přijetí případu může soud zúžit projednávané okolnosti.

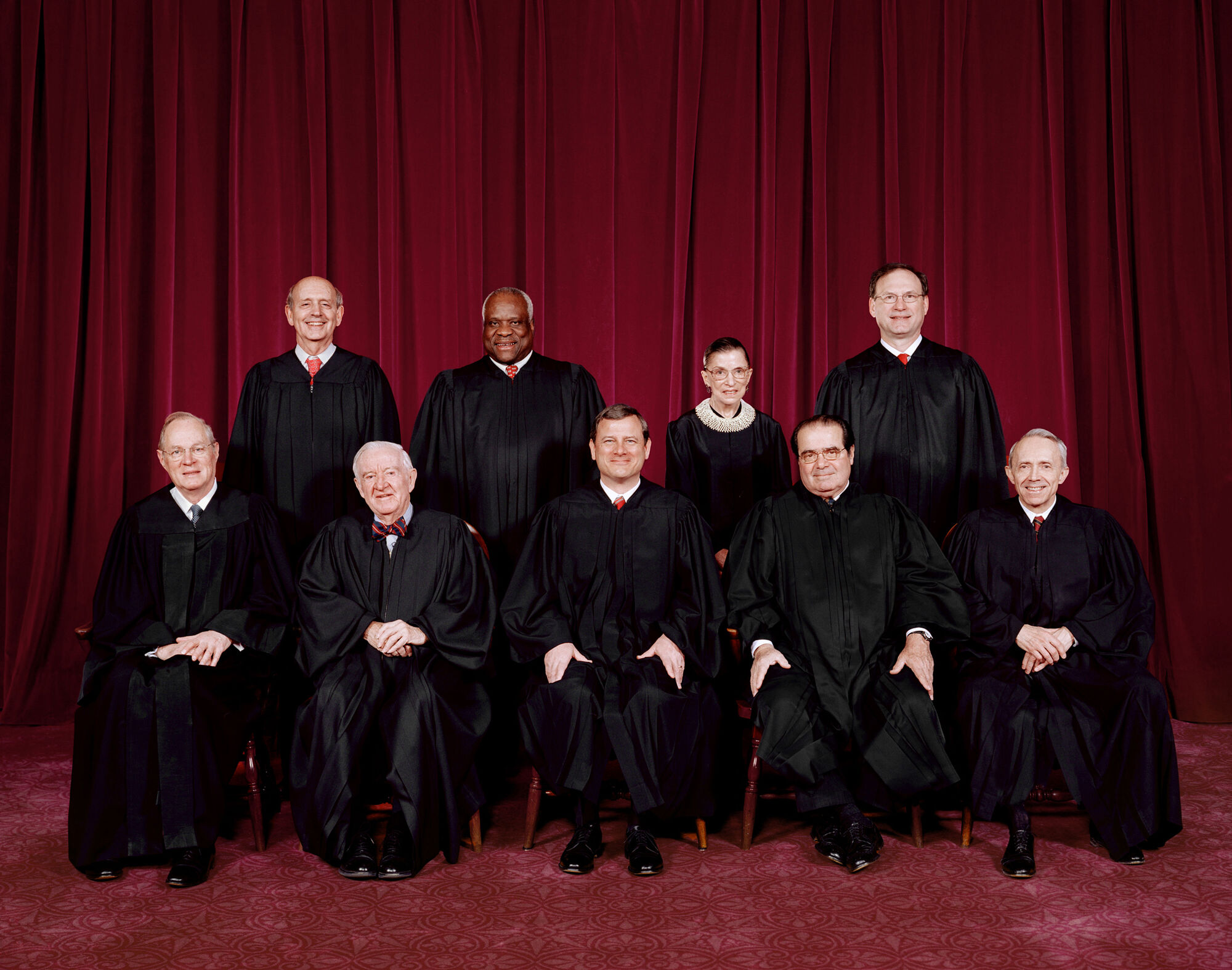
Složení Nejvyššího soudu rozhodujícího případ District of Columbia proti Hellerovi v roce 2008

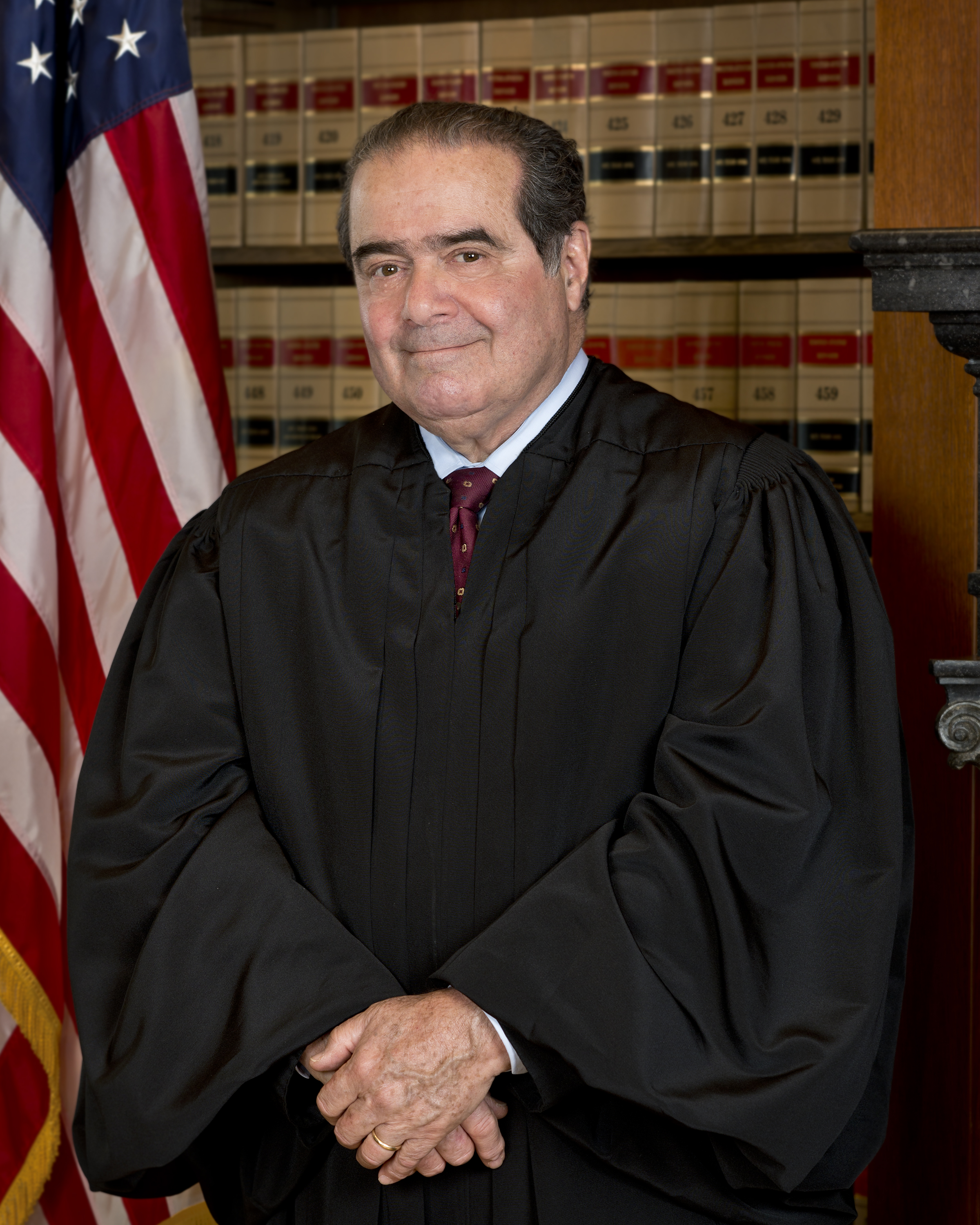
Soudce Nejvyššího soudu Antonin Scalia, autor rozsudku v District of Columbia proti Hellerovi

- Spojené státy proti Cruikshankovi (1872)
  - Verdikt [5-4]: První a druhý dodatek federální ústavy neomezují práva států nebo osob, směrem k osobám.
  - První případ porušení práv vycházejících z druhého dodatku před Nejvyšším soudem.
  - Částečně zrušen verdikty v případech DeJonge proti Oregonu (1937) a McDonald proti městu Chicago (aplikace ústavních dodatků i na státy).
- Presser proti státu Illinois (1886)
  - Verdikt [9-0]: Státy mohou omezovat soukromé ozbrojené skupiny. Druhý dodatek omezuje pouze federální vládu a Kongres.
  - Zrušen verdiktem Nejvyššího soudu v případu McDonald proti městu Chicago.
- Spojené státy proti Millerovi (1939)
  - Verdikt [8-0]: Kategorie zbraní dle NFA, které se považují vhodné pro vojenskou (miliční) službu a spadají pod druhý dodatek. Kongres může regulovat mezistátní prodej upilovaných brokovnic, jelikož nejsou zbraněmi vhodnými pro miliční použití.
- District of Columbia proti Hellerovi (2008, zkrácený název DC v. Heller)
  - Meritum: Přísné zákony federálního distriktu Washingtonu, D.C., která mj. od držitele zbraní, který je drží bez spojitosti se službou v jakékoliv státem zřízené domobraně, požadují aby tyto soukromé zbraně pořízeného pro soukrémé užítí uchovával ve vlastním obydlí nenabité a rozebrané nebo opatřené zámkem spouště.
  - Verdikt [5-4]: Držení zbraní dle druhého dodatku ústavy je právem zákonadbalého zodpovědného jednotlivce, ovšem neplatí zcela neomezeně. Regulace podmínek držení zbraní státem nebo federací tak neodporuje ústavě.
  - Soud se nezabýval právem nosit zbraň na veřejnosti.
- McDonald proti městu Chicago (2010)
  - Meritum: Obyvatel Chicaga 76letý Otis McDonald se kvůli výrazně zhoršující se bezpečnostní situaci v jeho bydlišti, rozhodl opatřit si krátkou zbraň. Město vyžadovalo registraci všech zbraní tohoto druhu předtím než je mohou obyvatelé nabýt do vlastnictví. Registrace, ale město odmítalo od roku 1982 provádět, dále požadovalo každoroční znovuregistrování včetně zaplacení nového poplatku a pozbytí možností registrace zbraně jejíž registrace vypršela, díky čemuž bylo nabývání a držení krátkých zbraní prakticky zakázano.
  - Verdikt [5-4]: Druhý dodatek platí nejen pro federální vládu, ale i jednotlivé státy unie vč. jejich místních samospráv (prostřednictvím aplikace práva na řádný proces dle 5. a 15. dodatku Ústavy). Právo držet a nosit zbraně za účelem sebeobrany je ústřední složkou druhého dodatku.
- Caetano proti státu Massachusetts (2016)
  - Meritum: Jaime Caetano z Massachusetts si opatřila a následně použila elektrický paralyzér na obranu před napadením ze strany násilnického bývalého partnera. Následně byla zatčena policií, obžalována a odsouzena za nezákonné držení paralyzéru. Nejvyšší soud státu Massachusetts rozhodl, že elektrický paralyzér není zbraní chráněné druhým dodatkem, jelikož se nejedná o zbraň která byla v době přijetí tohoto dodatku běžně používána.
  - Verdikt [9-0]: Nejvyšší soud státu Massachusetts rozhodl v rozporu s druhým dodatkem a jeho výkladu v rozsudcích Nejvyššího soudu v DC. v Heller a McDonald v Chicago. Druhý dodatek se netýká pouze palných zbraní, ale všech nositelných zbraní a to včetně zbraní, které v době přijetí dodatku neexistovaly.
  - Caetano byla následně v červenci 2016 uznána nevinnou.
- Voisine proti Spojeným státům (2016)
  - Meritum: V roce 2009 na východě státu Maine zastřelil opakovaně trestaný Stephen Voisine orla bělohlavého. Vzhledem ke své trestní minulosti zahrnující domácí násilí nebyl osobou způsobilou legálně držet zbraň (dle Domestic Violence Offender Gun Ban, který je součástí zákona Omnibus Consolidated Appropriations Act of 1997). Voisine oponoval že Domestic Violence Offender Gun Ban, odporuje ústavě a výroku z DC. v Heller protože mu odpírá právo na obranu.
  - Verdikt [6-2]: Osoby usvědčené z domácího násilí nemohou vlastnit zbraně.
- New York State Rifle & Pistol Association Inc. proti městu New York (2019, zkrácené názvy NYSRPA v. NYC, NYSRPA I)
  - Meritum: Přísné zákony města New York zakazující transport nenabitých zbraní vlastníkem jinam než na sedm vybraných střelnic a související rozhodnutí nižších soudů porušují druhý dodatek a výrok z případu District of Columbia proti Hellerovi.
  - Po rozhodnutí soudu projednat případ, stát New York a město New York v nezbytně nutné míře změnily své zákony, aby předešly vynesení precedentního rozsudku jako v případu DC v. Heller. Soud se následně v dubnu 2020 odmítl případem dále zabývat s tím že již pozbyl existence. S tímto rozhodnutím v disentním stanovisku nesouhlasili soudci Alito, Gorsuch a částečně Thomas a Kavanaugh s tím názorem, že Nejvyšší soud se měl zabývat případem města a nižších soudů porušujících verdikt z District of Columbia proti Hellerovi a McDonald proti městu Chicago.
- Caniglia proti Stromovi (2021)
  - Verdikt [9-0]: Soud se jednomyslně shodl, že preventivní zabavení zbraní policií bez soudního příkazu porušuje práva chráněná druhým a čtvrtým dodatkem ústavy (ochrana občanů před prohledáváním, zatýkáním a zabavováním majetku bez konkrétního soudního příkazu nebo bez důvodu opravňujícího věřit, že byl spáchán zločin)
- New York State Rifle & Pistol Association Inc. proti Bruenovi (2021, zkrácené názvy NYSRPA v. Bruen, původně NYSRPA v. Corlett, NYSRPA II)
  - Meritum: Porušují státem New York přísné stanovené požadavky na žadatele o vydání povolení ke skrytému nošení zbraní za účelem sebeobrany jejich práva chráněná druhým dodatkem ústavy? (Whether the State's denial of petitioners' applications for concealed-carry licenses for self-defense violated the Second Amendment.)
  - Verdikt: bude oznámeno

#### Nošení zbraní

Praxe vydávání povolení ke skrytému nošení dle okresů:
Bez nutnosti povolení (permitless)
Nárokové (shall-issue)
V praxi nárokové (shall-issue in practice)
Proces správního uvážení (may-issue)
V praxi téměř nevydáváno (no-issue in practice)

Skryté nošení zbraní je regulováno jednotlivými státy, dle pravidel platných v těchto státech. Většina státu vydává povolení v nárokovém procesu (tzv. shall-issue) nebo pro jejich obyvatele není pro nošení při splnění daných podmínek nutné povolení (constitutional /vermont carry). Naproti tomu v šesti státech mají odpovědné úřady vydávající povolení formální možnost zamítnout vydání povolení i přes splnění předepsaných požadavků (většinou např. nutnost prokázat skutečnou hrozbu hrozící žadateli). Vydávání povolení ke skrytému nošení se navíc v těchto státech liší od v praxi nárokového na celém území, přes nárokové v jedné části a prakticky nezískatelné v jiné části území, až po v praxi nezískatelném na celém území daného státu.
Ve státech kde je nutné mít povolení k nošení jsou tato povolení vydávána na dobu určitou, nejběžněji cca na 5 let, přičemž jurisdikce využívající správní uvážení často zároveň mají možnost povolení omezit jak trváním (např. stát Havaj pouze na 1 rok) nebo účelem (sebeobrana, jen skryté nošení, pouze pro výkon zaměstnání, pouze pro cesty na střelnici, atd.).
Jednotlivé státy praktikují některé z následujících úpravy pro skryté nošení:
- permitless carry (bez nutnosti formálního povolení, další běžná anglická pojmenování: unrestricted, constitutional, vermont carry) – ke skrytému nošení v daném státu není třeba povolení při splnění zákonem daných podmínek
  - Vermont povolení nikdy nevyžadoval ani nevydával, jelikož regulace nošení zbraní odporuje místní ústavě.
  - Ostatní státy nevyžadující formální povolení k nošení měly předtím systém nárokově vydávaných povolení ke skrytému nošení na dobu určitou (v některých státech umožňující i nošení viditelné), tento systém je stále zachován pro potřeby reciprocity s jinými státy nebo pro možnost využití jiných zvláštních oprávnění které držiteli poskytuje.
  - Některé ze státu nevyžadují formální povolení k nošení po kterémkoliv oprávněném držiteli zbraně splňujícím podmínku minimálního věku, některé státy toto umožňují pouze vlastním rezidentům, další rozdíl může také být v omezení pouze na skryté nošení atd.
- shall issue (nárokové): povolení ke skrytému nošení je vydáno po splnění zákonem daných podmínek (obdobně jako zbrojní průkaz v ČR)
  - část z těchto států dává možnost za omezených podmínek užít správního uvážení při posuzování charakteru žadatele (Alabama, Arkansas (permitless), Colorado, Georgie, Illinois, Indiana, Iowa (permitless), Minnesota, Montana (permitless), Oregon, Pensylvánie, Utah (permitless), Virginie)[92][93]
- may issue (nenárokové – proces správní uvážení): úřad vydávající povolení, zpravidla okresní šerif nebo velitel místní policie, může rozhodnout o nevydání povolení i při splnění formálních požadavků (zpravidla zamítnutí „potřeby nosit zbraň“ (angl. good cause) jako nedostatečné), přístup vydávajících autorit se tak může lišit v jednotlivých oblastech daného státu (např. venkov vs. aglomerace):
  - V Connecticutu a Delaware jsou (dle místní judikatury) povolení vydávána prakticky nárokově po splnění daných podmínek.
  - V ostrovním státě Havaj, vydávají povolení místní šerifové a povolení jsou platná pouze v jejich jurisdikci (většinou koresponduje s hlavními ostrovy) a je nutná jejich každoroční obnova. Reálně nejsou povolení k nošení vydávána. V roce 2016 a 2017 nebylo vydáno žádné povolení. Od roku 1997 bylo pravděpodobně dohromady vydáno méně než 2000 povolení, většinou aktivním nebo bývalým příslušníkům bezpečnostních sborů. Praktický zákaz skrytého nošení byl jako neústavní neúspěšně napaden soudní cestou (Young proti státu Havaj, Peruta proti městu San Diego).
  - Státy Maryland a New Jersey jsou při udělování povolení ke skrytému nošení tak přísné, že běžným občanům nejsou prakticky udělována.
  - Ve státech Kalifornie, Massachusetts, New York se proces vydávání povolení liší v závislosti na oblasti. V aglomeracích a přilehlých oblastech těchto států jsou podmínky často stanoveny podobně přísně jako ve státech Havaj, Maryland a New Jersey. Naopak v řidčeji osídlených oblastech dále od velkoměst je vydávání v praxi závislé na splnění daných požadavků. Povolení vydaná ve městě New York jsou platná v celém státu New York, ale povolení vydané mimo město New York (pokud nejsou schválena místním úřadem povolení vydávající) v rámci města neplatí. Město New York a sousední okresy (Nassau, Suffolk a Westchester) navíc vydávají povolení s omezenou platností (max. 3 až 5 let).[78]
  - Rhode Island má dvoustupňový systém vydávání povolení ke skrytému nošení (místní policie a úřad generálního prokurátora Rhode Isladu). Všechna vydávaná povolení platí po celém státu Rhode Island. Místní policie jsou státními úřady a soudním rozhodnutím (Archer proti McGarrymu) instruovány praktikovat shall-issue proces. Ty ovšem mohou přesunout žádost o vydání povolení na Úřad generálního prokurátora, který má právo správního uvážení. Pro neskryté nošení jsou nutná povolení vydaná Úřadem generálního prokurátora.
- no issue (povolení nejsou vydávána): Od roku 2013, kdy bylo v Illinois uzákoněno vydávání povolení nárokově, oficiálně není stát, který nevydává povolení ke skrytému nošení. Nicméně teritoria Severní Mariany a americká Samoa povolení nevydávají.

Reciprocita povolení ke skrytému nošení je dána zákony jednotlivých států popř. jejich vzájemnými dohodami. Na federální úrovni bylo doposud navrženo několik zákonů (Concealed Carry Reciprocity Act), které by povolení ke skrytému nošení učinily automaticky uznávaným v ostatních státech. Žádný z těchto návrhů, ale nebyl schválen. Platné povolení k nošení vydané v jednom ze států platí v jiném pouze pokud je výslovně nebo obecně daným státem uznáváno. Nejběžnější praxe je:

Státy dle uznávání povolení k nošení vydaných jiným státem unie:
Povolení všech států
Pouze rezidentská
Pouze v rámci vozidla
Některá povolení
Žádná

- Některé ze států neuznávají žádná cizí povolení (zpravidla státy a teritoria nevydávající povolení nárokově),
  - Connecticut, Havaj, Illinois, Maryland, Massachusetts, New Jersey, stát New York a město New York, Oregon, Rhode Island, teritoria Washington, D.C., Americká Samoa, Americké Panenské ostrovy, Guam a Severní Mariany
- některé státy jednostranně uznávají povolení z všech ostatních států (většinou státy nevyžadující formální povolení),
  - Alabama, Aljaška, Arizona, Arkansas, Jižní Dakota, Idaho, Indiana, Iowa, Kansas, Severní Karolína, Kentucky, Michigan (pouze rezidenti), Mississippi, Missouri, Ohio, Oklahoma, Portoriko (prozatím bez prováděcího předpisu), Utah, Tennessee, Virginie
- povolení jsou uznávána na základě mezistátních dohod resp. daný stát uznává povolení vydaná státy, které recipročně uznávají jejich povolení ke skrytému nošení popř. uznávají povolení ze států s obdobnými požadavky pro vydání takového povolení (např. věk, výcvik).
  - Delaware, Colorado (pouze rezidenti), Florida (pouze rezidenti), Georgie, Jižní Karolína (pouze rezidenti), Louisiana, Maine, Minnesota, Montana, Nebraska, Nevada, New Hampshire, Nové Mexiko, Pensylvánie (pouze rezidenti), Severní Dakota, Texas, Washington, Wisconsin, Wyoming, Západní Virginie

Nošení zbraní na univerzitních kampusech
Jednotlivé státy se také liší v možnosti či nemožnosti nošení zbraní na kampusech (skrytě nebo viditelně):
- 16 státu nošení zakazuje,
- 31 nechává rozhodnutí na univerzitách,
- 12 ho povoluje.

Viditelné nošení dlouhých nebo krátkých zbraní v nějaké formě umožňuje většina státu:
- Florida[p 10], Illinois, New York a hlavní město Washington, D.C. viditelné nošení zcela zakazují.
- V Kalifornii je obecně zakázáno viditelné nošení zbraní. Šerifové jurisdikcí v rámci Kalifornie s méně než 200 000 obyvateli mohou teoreticky vydat povolení k viditelnému nošení. Dále je možné ve venkovských oblastech s nízkou hustotou obyvatel nosit viditelně zbraň, pokud může být bezprostředně ohrožen život a majetek a viditelné nošení zbraně je prostředkem jak zachovat zákonný stav. Od roku 2012 je v Kalifornii zakázáno nosit viditelně i nenabitou zbraň. Nabité zbraně je zakázané nosit od roku 1967 (Mulford Act).
- Tennessee umožňuje viditelně nosit krátké zbraně bez nutnosti formálního povolení, nošení nabitých dlouhých zbraní je zakázáno.
- Následující státy obecně umožňují viditelné nošení osobám, které mají vydáno povolení k nošení. Státy praktikují většinou stejný nebo obdobný postup jako v případě skrytého nošení, tj. u států praktikujících při vydávání povolení možnost správního uvážení nejsou povolení běžně vydávána.
  - Connecticut – pro krátké zbraně je nutné nárokově vydávané povolení k nošení, nošení dlouhých zbraní může být místními nařízeními zakázáno nosit viditelně,
  - Severní Dakota – nutné pouze pro nabité krátké zbraně (nárokové),
  - Georgie, Jižní Karolína, Indiana, Texas[p 11] – nutné pouze pro krátké zbraně (nárokové),
  - Havaj – nutné povolení k nošení, které není reálně vydáváno, praktický zákaz viditelného nošení byl jako neústavní neúspěšně napaden soudní cestou (Young proti státu Havaj)
  - Maryland – nutné pouze pro krátké zbraně (nenárokové, prakticky nevydáváno),
  - Massachusetts – nutné povolení k nošení podléhající správnímu uvážení. Viditelné nošení není běžné a může vyvolat zájem policie, která pak může vydané povolení odebrat.
  - Minnesota
  - New Jersey – krátké zbraně pouze s povolením k nošení (nenárokové, prakticky nevydáváno), dlouhé zbraně pouze s NYFIC,
  - Rhode Island – pro krátké zbraně je nutné povolení pro viditelné nošení podléhající správnímu uvážení,
  - Utah – nutné pouze pro osoby mladší 21 let nosící nabité krátké zbraně skrytě a nebo viditelně ale s nábojem v komoře,
  - Americká Samoa.
- Zbytek států nevyžaduje po oprávněném držiteli zbraně jakékoliv povolení k nošení. V některých státech mají místní úřady možnost omezit viditelné nošení zbraní:
  - Colorado – okres a ..odpojitměsto Denver zakazuje viditelné nošení,
  - Missouri – některá města zakazují viditelné nošení bez povolení k nošení,
  - Nebraska – město Omaha zakazuje viditelné nošení nabité krátké zbraně, kromě držitele státního povolení k nošení nebo městského povolení k viditelnému nošení; držení nabité zbraně ve vozidle ve stavu takovém že je dosažitelná z vnitřku vozidla vyžaduje povolení k nošení bez ohledu na zabezpečení zbraně,
  - Oregon – některé místní jurisdikce nepovolují viditelné nošení nabité zbraně, tento zákaz se netýká osob se státním povolením ke skrytému nošení,
  - Pensylvánie – nutné státní povolení k nošení pro zbraň uvnitř vozidla, taktéž nutné státní povolení pro nošení ve městě Filadelfie,

#### Srovnání dle jednotlivých států unie a teritorií
Jako red flag law se označují zákony, které umožňují členům rodiny, policii popř. dalším osobám upozornit příslušného soudce na osobu držící zbraně, která může představovat nebezpečí pro sebe či své okolí. Tento soudce může nařídit dočasné odebrání zbraní této osobě a to i zbraní jiných osob v téže domácnosti. O navrácení zbraní většinou rozhoduje stejný soudce, který rozhodnutí o odebrání vydal.
Definice zbraní označovaných jako tzv. útočné zbraně se liší dle jurisdikce. Většinou se jedná o zbraně mající současně více než jeden z následujících prvků: samonabíjecí puška nebo brokovnice, s odnímatelným zásobníkem nábojů, sklopnou nebo výsuvnou pažbou, tlumičem výšlehu plamene, pistolovou rukojetí, úchytem pro bajonet, závitem pro upevnění tlumiče hluku výstřelu, granátometem, popř. „vojenským vzhledem“. Kromě toho mohou být zbraně jako útočné definovány nikoliv těmito vlastnostmi, ale i vyjmenováním konkrétních modelů.
Měřítkem je možnost dosažení pro průměrného občana nebo obyvatele daného území. Pro přibližné srovnání je uvedena Česká republika.
| Stát                      | Nutné nákupní povolení                              | Lustrace při soukromém prodeji | Viditelné nošení                                           | Skryté nošení                       | Tzv. red flag law | Tzv. „Útočné zbraně“                                                 | Zásobníky | Registrace zbraní                       | Pozice |
| ------------------------- | --------------------------------------------------- | ------------------------------ | ---------------------------------------------------------- | ----------------------------------- | ----------------- | -------------------------------------------------------------------- | --- | --------------------------------------- | ------ |
| Česko                     | ano                                                 | ano                            | ne                                                         | ano (shall-issue)                   | ano               | ano                                                                  | max. 10 nábojů pro dlouhé zbraně max. 20 nábojů pro krátké zbraně neomezené pro držitele nárokové výjimky a zbrojního průkazu | ano                                     |        |
| Alabama                   | ne                                                  | ne                             | ano                                                        | ano (shall-issue)                   | ne                | ano                                                                  | neomezené | ne                                      | 18–B   |
| Aljaška                   | ne                                                  | ne                             | ano                                                        | ano (permitless)                    | ne                | ano                                                                  | neomezené | ne                                      | 3–A    |
| Arizona                   | ne                                                  | ne                             | ano                                                        | ano (permitless)                    | ne                | ano                                                                  | neomezené | ne                                      | 1–A    |
| Arkansas                  | ne                                                  | ne                             | ano                                                        | ano (permitless)                    | ne                | ano                                                                  | neomezené | ne                                      | 19–C   |
| Colorado                  | ne                                                  | ano                            | ano (dle oblasti)                                          | ano (shall-issue)                   | ano               | ano                                                                  | max. 10 nábojů | ne                                      | 40–C   |
| Connecticut               | ano                                                 | ano                            | s povolením                                                | ano (may-issue)                     | ano               | ne                                                                   | max. 10 nábojů | ano                                     | 45–C   |
| Severní Dakota            | ne                                                  | ne                             | krátké (s povolením) dlouhé (neomezené)                    | ano (permitless)                    | ne                | ano                                                                  | neomezené | ne                                      | 14–B   |
| Jižní Dakota              | ne                                                  | ne                             | ano                                                        | ano (permitless)                    | ne                | ano                                                                  | neomezené | ne                                      | 29–B   |
| Delaware                  | ne                                                  | ano                            | ano                                                        | ano (may-issue)                     | ano               | ano                                                                  | neomezené | ne                                      | 42–D   |
| Florida                   | ne                                                  | ne                             | ne                                                         | ano (shall-issue)                   | ano               | ano                                                                  | neomezené | ne                                      | 25–B   |
| Georgie                   | ne                                                  | ne                             | krátké (s povolením) dlouhé (neomezené)                    | ano (shall-issue)                   | ne                | ano                                                                  | neomezené | ne                                      | 11–B   |
| Havaj                     | ano                                                 | ano                            | ne (may-issue)                                             | ne (may-issue)                      | ano               | ne                                                                   | max. 10 nábojů | ano                                     | 50–E   |
| Idaho                     | ne                                                  | ne                             | ano                                                        | ano (permitless)                    | ne                | ano                                                                  | neomezené | ne                                      | 2–A    |
| Illinois                  | ano                                                 | ne                             | ne                                                         | ano (shall-issue)                   | ano               | ano                                                                  | místní omezení | ne                                      | 41–D   |
| Indiana                   | ne                                                  | ne                             | krátké (s povolením) dlouhé (neomezené)                    | ano (shall-issue)                   | ano               | ano                                                                  | neomezené | ne                                      | 20–B   |
| Iowa                      | ne                                                  | ne                             | ano                                                        | ano (permitless)                    | ne                | ano                                                                  | neomezené | ne                                      | 34–C   |
| Stát                      | Nutné nákupní povolení                              | Lustrace při soukromém prodeji | Viditelné nošení                                           | Skryté nošení                       | Tzv. red flag law | Tzv. „Útočné zbraně“                                                 | Zásobníky | Registrace zbraní                       | Pozice |
| Kalifornie                | ano                                                 | ano                            | ne (v praxi)                                               | dle oblasti (may-issue)             | ano               | ne                                                                   | max. 10 nábojů | ano                                     | 47–E   |
| Kansas                    | ne                                                  | ne                             | ano                                                        | ano (permitless)                    | ne                | ano                                                                  | neomezené | ne                                      | 4–A    |
| Severní Karolína          | pro krátké zbraně                                   | pro krátké zbraně              | ano                                                        | ano (shall-issue)                   | ne                | ano                                                                  | neomezené | ne                                      | 27–B   |
| Jižní Karolína            | ne                                                  | ne                             | krátké (s povolením) dlouhé (neomezené)                    | ano (shall-issue)                   | ne                | ano                                                                  | neomezené | ne                                      | 22–B   |
| Kentucky                  | ne                                                  | ne                             | ano                                                        | ano (permitless)                    | ne                | ano                                                                  | neomezené | ne                                      | 6–B    |
| Louisiana                 | ne                                                  | ne                             | ano                                                        | ano (shall-issue)                   | ne                | ano                                                                  | neomezené | ne                                      | 24–C   |
| Maine                     | ne                                                  | ne                             | ano                                                        | ano (permitless)                    | ne                | ano                                                                  | neomezené | ne                                      | 30–B   |
| Maryland                  | pro krátké zbraně                                   | ano                            | dlouhé zbraně (neomezeně) krátké zbraně (v praxi no-issue) | ne (may-issue)                      | ano               | ne                                                                   | max. 10 nábojů | krátké a samočinné zbraně               | 44–E   |
| Massachusetts             | ano                                                 | ano                            | na povolení (pouze krátké zbraně)                          | dle oblasti (may-issue)             | ano               | ne                                                                   | max. 10 nábojů | ano (prakticky)                         | 49–D   |
| Michigan                  | pro krátké zbraně                                   | pro krátké zbraně              | ano                                                        | ano (shall-issue)                   | ne                | ano                                                                  | neomezené | krátké zbraně                           | 28–C   |
| Minnesota                 | krátké zbraně a dlouhé zbraně s pistolovou rukojetí | ne                             | s povolením                                                | ano (shall-issue)                   | ne                | ano                                                                  | neomezené | ne                                      | 39–D   |
| Mississippi               | ne                                                  | ne                             | ano                                                        | ano (permitless)                    | ne                | ano                                                                  | neomezené | ne                                      | 16–A   |
| Missouri                  | ne                                                  | ne                             | ano (s omezeními)                                          | ano (permitless)                    | ne                | ano                                                                  | neomezené | ne                                      | 12–A   |
| Montana                   | ne                                                  | ne                             | ano                                                        | ano (permitless)                    | ne                | ano                                                                  | neomezené | ne                                      | 9–B    |
| Nebraska                  | pro krátké zbraně                                   | pro krátké zbraně              | ano (s omezeními)                                          | ano (shall-issue)                   | ne                | ano                                                                  | neomezené | města: Omaha, Lincoln                   | 35–C   |
| Nevada                    | ne                                                  | ano                            | ano (s omezeními)                                          | ano (shall-issue)                   | ano               | ano                                                                  | neomezené | ne                                      | 26–B   |
| New Hampshire             | ne                                                  | ne                             | ano                                                        | ano (permitless)                    | ne                | ano                                                                  | neomezené | ne                                      | 17–A   |
| New Jersey                | ano                                                 | ano                            | ne (v praxi)                                               | ne (may-issue)                      | ano               | ne                                                                   | max. 10 nábojů | krátké zbraně                           | 48–E   |
| New York                  | pro krátké zbraně                                   | ano                            | ne                                                         | dle oblasti (may-issue)             | ano               | ne                                                                   | max. 10 nábojů | krátké zbraně „útočné zbraně“           | 51–E   |
| Nové Mexiko               | ne                                                  | ne                             | ano                                                        | ano (shall-issue)                   | ano               | ano                                                                  | neomezené | ne                                      | 36–B   |
| Stát                      | Nutné nákupní povolení                              | Lustrace při soukromém prodeji | Viditelné nošení                                           | Skryté nošení                       | Tzv. red flag law | Tzv. „Útočné zbraně“                                                 | Zásobníky | Registrace zbraní                       | Pozice |
| Ohio                      | ne                                                  | ne                             | ano                                                        | ano (shall-issue)                   | ne                | samonabíjecí zbraně schopné vystřelit 31 a více nábojů bez přebíjení | max. 30 nábojů | ne                                      | 23–C   |
| Oklahoma                  | ne                                                  | ne                             | ne                                                         | ano (permitless)                    | ne                | ano                                                                  | neomezené | ne                                      | 5–A    |
| Oregon                    | ne                                                  | ano                            | ano (s omezeními)                                          | ano (shall-issue)                   | ano               | ano                                                                  | neomezené | ne                                      | 32–C   |
| Pensylvánie               | ne                                                  | pro krátké zbraně              | ano (s omezeními)                                          | ano (shall-issue)                   | ne                | ano                                                                  | neomezené | prodej krátkých zbraní                  | 31–B   |
| Rhode Island              | pro krátké zbraně                                   | ano                            | s povolením (may-issue)                                    | ano (may-issue)                     | ano               | ano                                                                  | neomezené | ne                                      | 43–C   |
| Tennessee                 | ne                                                  | ne                             | ano (pouze krátké zbraně)                                  | krátké: ano (permitless) dlouhé: ne | ne                | ano                                                                  | neomezené | ne                                      | 13–B   |
| Texas                     | ne                                                  | ne                             | krátké (s povolením) dlouhé (neomezené)                    | ano (shall-issue)                   | ne                | ne                                                                   | neomezené | ne                                      | 10–B   |
| Utah                      | ne                                                  | ne                             | ano                                                        | ano (permitless)                    | ne                | ano                                                                  | neomezené | ne                                      | 8–B    |
| Vermont                   | ne                                                  | ano                            | ano                                                        | ano (permitless)                    | ano               | ano                                                                  | max. 10 nábojů | ne                                      | 37–C   |
| Virginie                  | ne                                                  | ano                            | ano                                                        | ano (shall-issue)                   | ano               | ano                                                                  | neomezené | ne                                      | 33–B   |
| Západní Virginie          | ne                                                  | ne                             | ano                                                        | ano (permitless)                    | ne                | ano                                                                  | neomezené | ne                                      | 15–B   |
| Washington                | pro samonabíjecí pušky                              | ano                            | ano                                                        | ano (shall-issue)                   | ano               | ano                                                                  | neomezené | prodejci (pistole a samonabíjecí pušky) | 38–C   |
| Wisconsin                 | pro krátké zbraně (kromě soukr. prodeje)            | ne                             | ano                                                        | ano (shall-issue)                   | ne                | ano                                                                  | neomezené | ne                                      | 21–C   |
| Wyoming                   | ne                                                  | ne                             | ano                                                        | ano (permitless)                    | ne                | ano                                                                  | neomezené | ne                                      | 7–A    |
| Teritorium                | Nutné nákupní povolení                              | Lustrace při soukromém prodeji | Viditelné nošení                                           | Skryté nošení                       | Tzv. red flag law | Tzv. „Útočné zbraně“                                                 | Zásobníky | Registrace zbraní                       | Pozice |
| Washington, D.C.          | ano                                                 | ano                            | ne                                                         | ano (shall-issue)                   | ano               | ne                                                                   | max. 10 nábojů | ano                                     | 46–D   |
| Portoriko                 | ano                                                 | ano                            | ne                                                         | ano (shall-issue)                   |                   | ano                                                                  | neomezené | ne                                      |        |
| Guam                      | ano                                                 | ano                            | ano (shall-issue)                                          | ano (shall-issue)                   |                   | ano                                                                  | neomezené | ano                                     |        |
| Americké Panenské ostrovy | ano                                                 | ano                            | ne                                                         | ne (may-issue)                      |                   | ne                                                                   | ne | ano                                     |        |
| Americká Samoa            | ano                                                 | ano                            | ano (omezeně)                                              | ne (no-issue)                       |                   | ne                                                                   | neomezené | ano                                     |        |
| Severní Mariany           | ano                                                 | ano                            | ano (permitless)                                           | ne (no-issue)                       |                   | ano                                                                  | max. 10 nábojů | ne                                      |        |